# カセキイチョウ属
カセキイチョウ属（または、ギンゴイテス、学名：Ginkgoites）は、裸子植物イチョウ綱に属する化石植物である。上部石炭紀にすでに現れ、中生代を通じて生息し、ジュラ紀に最盛期に達した。

## 特徴
葉柄が比較的長く、葉身の外形は半円状で二叉分裂しているものが多い。表皮は両面とも極めて厚く、上面にもわずかながら気孔が分布する。バイエラ属との区別は明確ではなく、形態的には重複する点が多い。上面の表皮細胞はほぼ等形で、細胞壁は直線状であり、乳頭状突起は見られない。下面では脈の間に数多くの気孔が分布する。表皮細胞の形は上面のものとほぼ同形であるが、乳頭状突起がある。気孔は4〜7個の厚く角皮化した副細胞に囲まれる。副細胞には乳頭状突起があり、開口部を覆う。孔辺細胞は、開口部に沿う部分を除き薄く角皮化し、かなり沈む。表皮細胞や気孔の形態と分布は種によってある程度の相違が認められる。シベリアの上部ジュラ紀の地層から発見された本属の葉の形や生殖器官の構造は、現生種であるイチョウ（Ginkgo biloba）に類似するものもある。

## 主な種
- Ginkgoites digitata var. huttoni Seward （三畳紀、白亜紀前期）
- テガタカセキイチョウ Ginkgoites digitata (Brongniart) Seward[2]（ジュラ紀後期〜白亜紀前期）
- Ginkgoites sibirica (Heer) Seward（三畳紀〜白亜紀前期）
- Ginkgoites pseudoadiontoides (Hollick) Florin（白亜紀後期）